# 陳喬年
陳 喬年（ちん きょうねん、1902年9月2日 - 1928年6月6日）は、中華民国の革命家。中国共産党の早期指導者の一つ。第5回中国共産党中央委員会委員。中国共産党員として活動したが、国民政府（上海市政府）に捕らえられて殺害された。

## 経歴
1902年9月2日、安徽省安慶府懐寧県南水関で生まれる。父は、中国共産党の設立者の一人で、初代総書記の陳独秀。陳喬年は兄一人と妹一人と弟一人がいる。1915年、陳喬年は兄の陳延年と上海市に行った。その後、二人は震旦大学に採用された。
1919年12月、五四愛国運動の影響で、二人はフランスに働きに行った。1922年冬に中国共産党に加入した。1923年3月、陳喬年はフランスを離れてソビエト連邦に行き、モスクワ東方労働者共産主義大学に学んだ。
1924年冬、中国共産党中央委員会の指示に従い、陳喬年はモスクワを離れて帰国した。帰国後、党中央から北京に派遣され、中国共産党北京地方執行委員会（北京地委と略称する）の組織部長を担当した。1925年2月、陳喬年は北京に印刷工場を設立し、進歩的な書籍と新聞を発行し、共産主義を宣伝した。1925年10月に、中国共産党北方区委員会が成立した。李大釗は書記を務め、陳喬年は組織部長を担当した。同月、中国共産党北方区委員会党校が正式に入学した。陳喬年はマルクス主義階級闘争理論、党の建設、世界革命情勢と国際共産主義運動概況などの課程を教えた。
1926年下半期、陳喬年は命令を受けて北京を離れて南方に行って働いています。翌1927年4月27日から5月11日まで、中国共産党第5回全国代表大会が湖北省武漢市で開かれた。陳喬年は会議に出席して、第五期中央委員に選ばれた。陳喬年は武漢に留まり、中国共産党中央組織部の副部長を務めた。八七会議で、陳喬年は父の陳独秀の右傾機会主義の誤りを厳しく批判した。会議後、陳喬年は中国共産党湖北省委員会組織部部長に転任した。
1927年の冬、陳喬年は上海に転勤し、中国共産党江蘇省委員会組織部部長を担当した。1928年2月16日、中国共産党江蘇省委員会は上海英租界北成都市路の刺繍女子学校で密かに各区委員会組織部長会議を開催した。陳喬年が会議を主催した。唐瑞林が密告したため、武漢国民政府（上海市政府）警察は会地を包囲し、陳喬年と江蘇省委員会機関の責任者が逮捕された。1928年6月6日、武漢国民政府（上海市政府）警察は上海楓林橋の畔で26歳の陳喬年を銃殺し、一緒に遭難したのは鄭復他・許白昊。

## 家族
- 父：陳独秀
- 母：高暁嵐
- 兄：陳延年
- 妹：陳玉瑩
- 弟：陳松年
- 妻：史静儀
- 女：陳鴻